# Binos
Binos település Franciaországban, Haute-Garonne megyében. Lakosainak száma 42 fő (2022. január 1.). Binos Esbareich, Sost, Bachos és Signac községekkel határos.

## Népesség
A település népességének változása:
| Lakosok száma | 35   | 26   | 18   | 29   | 39   | 43   | 43   | 44   | 45   | 42   |
|               | 1968 | 1982 | 1999 | 2006 | 2011 | 2015 | 2017 | 2018 | 2020 | 2022 |